# Bobby Pratt (Posaunist)
Bobby Pratt (* 1926 oder 1927 in Schenectady; † 7. Januar 1994 in Manhattan, New York City) war ein US-amerikanischer Jazzmusiker (Posaune, Piano).

## Leben und Wirken
Pratt zog 1942 als Sechzehnjähriger nach New York und spielte in den Swingbands von Charlie Barnet, Johnny Richards, Georgie Auld, Stan Kenton und Raymond Scott; 1944 entstanden erste Aufnahmen mit Erroll Garner („I Surrender Dear“) für Blue Note Records. Zahnprobleme zwangen ihn 1950, zunächst auf das Piano zu wechseln; im Laufe seiner Karriere spielte er dann beide Instrumente, arbeitete als Sessionmusiker und trat in New Yorker Nachtclubs auf. U. a. spielte er in den 1940er-Jahren mit Coleman Hawkins, Ben Webster und Sid Catlett; er war auch an Jamsessions mit Charlie Parker  beteiligt. Ab 1967 wurde Pratt Hauspianist im Jazzclub Jimmy Ryan’s und arbeitete dort, bis der Club 1983 schloss. Ab den 1980er-Jahren trat er verschiedenen Clubs, wie im Cajun und dem Arturo's im Greenwich Village. Im Bereich des Jazz war er zwischen 1944 und 1989 an 16 Aufnahmesessions beteiligt, u. a. mit Lucky Thompson, Tony Parenti, Joe Muranyi, Roy Eldridge (Little Jazz and The Jimmy Ryan All Stars, 1975), The Bourbon Street Six, Tom Artin/Pee Wee Erwin, T. C. Waters, Spanky Davis und zuletzt mit dem Peter Compo Jazz Violin Quartet. Pratt starb Anfang 1994 im Alter von 67 Jahren im St. Clare’s Hospital in Manhattan an Herz- und Nierenversagen.